# یواس‌اس برمبلینگ (ای‌ام‌اس-۴۲)
یواس‌اس برمبلینگ (ای‌ام‌اس-۴۲) (به انگلیسی: USS Brambling (AMS-42)) یک کشتی بود که طول آن ۱۳۶ فوت (۴۱ متر) بود. این کشتی در سال ۱۹۴۲ ساخته شد.